# إدوارد ويليام إيفرت
إدوارد ويليام إيفرت (بالإنجليزية: Edward William Everett)‏ هو سياسي نيوزلندي، ولد في 1821، وتوفي في 1904.